# Jannie du Plessis
Jannie du Plessis (wym. [ˈjɑni dypləˈsi]; ur. 16 listopada 1982 w Bethlehem) – południowoafrykański rugbysta występujący na pozycji filara młyna. Reprezentant kraju i zdobywca pucharu świata. Starszy brat Bismarcka, innego reprezentanta RPA.

## Kariera klubowa
Pochodzący z Wolnego Państwa du Plessis był młodzieżowym reprezentantem tej prowincji. Występy seniorskie rozpoczął w 2003 roku od drużyny Free State Cheetahs, z którą uczestniczył w krajowych rozgrywkach Currie Cup oraz Vodacom Cup. Swój debiut zaliczył w meczu z Golden Lions. W 2006 roku został wybrany do składu zespołu Central Cheetahs, który reprezentował Wolne Państwo w lidze Super 14.
W 2007 roku z zespołem Free State Cheetahs zdobył tytuł mistrzowski Currie Cup, w finale pokonując Golden Lions 20–18. Mecz finałowy odbywał się zaledwie tydzień po zakończeniu Pucharu Świata we Francji, w którym uczestniczył du Plessis. 
Przed sezonem 2008 Jannie zdecydował się na zmianę klubu. Pierwotnie zainteresowana jego usługami była drużyna Western Province z Kapsztadu. Ostatecznie du Plessis przeniósł się do Durbanu, gdzie dołączył do swojego brata Bismarcka. Podpisał wówczas kontrakt z zespołem Sharks (z Currie Cup) i jego odpowiednikiem z ligi Super 14 – Sharks. Już w pierwszym sezonie w nowej drużynie, du Plessis dotarł do półfinału Super 14, gdzie Rekiny odpadły po starciu z Waratahs. Dwa lata później z ekipą Sharks wywalczył tytuł mistrzowski południowoafrykańskich prowincji – Currie Cup. W 2012 roku Sharks dotarli do finału Super Rugby, gdzie 37–6 ulegli Chiefs z nowozelandzkiego Waikato.

## Kariera reprezentacyjna
Jannie du Plessis w zielono-złotej koszulce Springboks debiutował 7 lipca 2007 roku przeciw Australii, w meczu rozgrywanym w ramach Pucharu Trzech Narodów. Pierwotnie nie miał uczestniczyć w Pucharze Świata rozgrywanym w tym samym roku we Francji, jednak gdy w meczu ze Stanami Zjednoczonymi kontuzji kolana doznał BJ Botha, starszy z braci du Plessis otrzymał „awaryjne” powołanie do kadry. Podczas turnieju wystąpił w dwóch spotkaniach, z Fidżi i Argentyną, zaś drużyna RPA sięgnęła po złoto.
Jannie w 2009 roku był członkiem zespołu, który zdobył Puchar Trzech Narodów. Swoją pozycję w drużynie narodowej du Plessis ugruntował w 2010 roku, kiedy wystąpił w 12 meczach swojego zespołu, w tym w 10 kolejnych w pierwszym składzie. Rok później, już jako zawodnik „pierwszej piętnastki”, znalazł się w 30-osobowym składzie Springboks na Puchar Świata. W Nowej Zelandii du Plessis wystąpił w czterech spotkaniach, w tym w przegranym ćwierćfinale z reprezentacją Australii.

## Życie osobiste
- Jannie du Plessis ukończył medycynę na Uniwersytecie Wolnego Państwa w Bloemfontein[1]. Pomimo zawodowej gry w rugby, pozostaje aktywnym lekarzem w klinice pomagającej zarażonym wirusem HIV oraz w szpitalu wojskowym w Durbanie[16]. W 2009 roku był jedną z pierwszych osób, które udzieliły pomocy groźnie potrąconemu przez pojazd uprzywilejowany zawodnikowi Brumbies, Shawnowi Mackayowi[17]. Pomimo starań lekarzy, Australijczyk zmarł na skutek doznanych obrażeń.
- Ojczystym językiem Janniego jest afrikaans[16].
- Młodszy brat Bismarck także uprawia w rugby – gra na pozycji młynarza. Wielokrotnie występowali wspólnie w pierwszej linii młyna zarówno Sharks, jak i reprezentacji. Jannie wraz z bratem są również właścicielami farmy we wschodniej części Wolnego Państwa. Rodzicami braci są Jo-Helene i Francois du Plessis[18].